# Bravo Bravo
Singles de Buono!
Take it Easy!
(2009) Our Songs
(2010)
Bravo☆Bravo est le 9e single du groupe de J-pop Buono!, sorti le 16 décembre 2009 au Japon sur le label Pony Canyon. 
Il atteint la 4e place du classement Oricon. Sortent aussi une édition limitée du single avec un DVD bonus, et une version "Single V" (vidéo) deux semaines plus tard. La chanson-titre sert de générique de fin à l'émission Shugo Chara!! Party qui fait suite à la série anime Shugo Chara, et figurera sur le troisième album du groupe, We Are Buono!, puis sur sa compilation The Best Buono!, tous deux parus en 2010.

## Titres
CD Single
1. Bravo☆Bravo
2. -Winter Story-
3. Bravo☆Bravo (instrumental)
4. -Winter Story- (instrumental)

DVD de l'édition limitée
1. Jacket Making of (ジャケット撮影メイキング?)

Single V
1. Bravo☆Bravo (PV)
2. Bravo☆Bravo (Dance Shot Ver. Idol Buono!)
3. Bravo☆Bravo (Dance Shot Ver. Rock Buono!)
4. Bravo☆Bravo (Close-up Ver.)
5. PV Making of (PV撮影メイキング?)